# Bezirksreiter

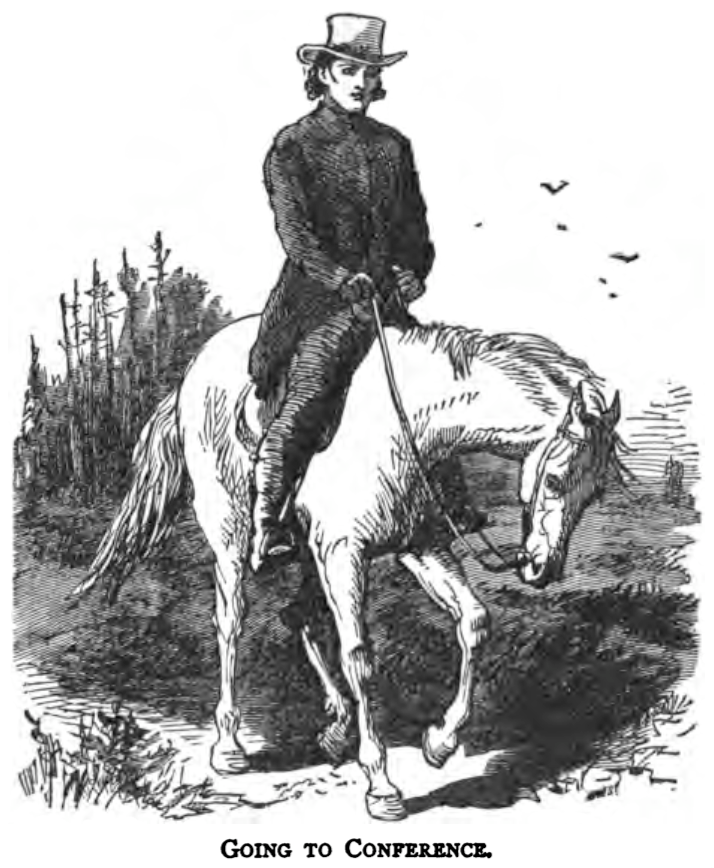
Darstellung eines Bezirksreiters, aus Edward Eggleston: The Circuit Rider: A Tale of the Heroic Age.

Ein Bezirksreiter (englisch circuit rider) war ein methodistischer Geistlicher in den Gründungsjahren der Vereinigten Staaten, der das ihm zugewiesene Gebiet für seine Predigttätigkeit per Pferd bereiste.
Bezirksreiter traten überwiegend während der Phase der Besiedelung des amerikanischen Westens zwischen 1790 und 1840 auf und gehörten als Prediger zum Beispiel der Bischöflichen Methodistenkirche an. Ihr Dienst, den sie unter großen persönlichen Opfern versahen, hatte seinen Schwerpunkt in der Mission oder Erweckung der Siedler. Die Predigtbezirke hatten eine Ausdehnung von bis zu 500 Meilen, sodass ein Bezirksreiter zwischen vier und sechs Wochen für eine Runde brauchte. Aus den durch diese Arbeit gewonnenen Bekehrten wurden sogenannte „Klassen“ gebildet, in denen fortan das geistliche Leben gepflegt wurde.
1782 gab es 82 Bezirksreiter, 71 von ihnen waren unverheiratet. Beinahe die Hälfte der 737 Bezirksreiter der Jahre 1784 bis 1844 starb vor dem 30. Lebensjahr.
Berühmte Bezirksreiter waren Francis Asbury (1745–1816), einer der ersten beiden Bischöfe der Bischöflichen Methodistenkirche, und der maßgeblich am Ausbrechen des Second Great Awakening beteiligte Peter Cartwright (1785–1872), der von seiner Tätigkeit in zwei Autobiographien berichtete.
Der US-amerikanische Autor Edward Eggleston setzte den Bezirksreitern mit seinem Werk The Circuit Rider: A Tale of the Heroic Age, in dem er eigene Erfahrungen verarbeitete, ein Denkmal.